# Роене
Роенето е процес на отделяне на половозрели насекоми от колонията им с цел създаване на друга. То е свойствено за ципокрилите, от които най-известни са пчелите и земните пчели.
Обикновено се случва през май – юни при бързото увеличаване на броя на пчелите в семейството. Възниква, когато пчелата майка напуска гнездото с голям брой пчели работнички. Роят може да съдържа хиляди до десетки хиляди пчели. Роенето продължава приблизително от две до три седмици. Последващо роене също е възможно, но рядко.
Роенето представлява естественият начин за размножаване на колониите на медоносните пчели. Един такъв вид е Apis cerana, чиито роеве се заселват на 20 – 30 m от първоначалното гнездо за няколко дни, преди да почнат да търсят ново място за гнездене след няколко дни. Съществуват пчели, играещи ролята на разузнавачи, които търсят подходящи кухини, в които да се създаде нов дом за роя. След това разузнавачите се връщат и докладват на останалите пчели за новонамереното място.

## Подготовка
Роенето при пчелите протича в няколко последователни фази. Фазата на самото роене (т.е. излизането на роя извън гнездото) представлява само краят на този процес. За да се рои едно семейство трябва в него първо да се отгледат търтеи и нови майки.
Две седмици след засеменяването на търтеевите килийки по долната част и отстрани на питите, където има повече свободно място, пчелите изграждат 20 – 30 основи на маточници. Появата на търтеи и изграждането маточните основи не означава задължително, че семейството ще се рои. Подготовката за роенето започва тогава, когато майката снесе яйца в основите на маточниците. Пчелите се възбуждат и започват да поставят в основите на маточниците пчелно млечице. Почти едновременно с това майката намалява снасянето на яйца. Тя започва да бъде хранена по-малко, коремчето ѝ намалява по обем, става по-лека и придобива способността да лети. В семейство, което се подготвя за роене, пчелите работят с по-бавни темпове и почти престават да градят нови пити.
В роево състояние колонията се намира в продължение на 7 – 10 дни до излитането на първия рой, а понякога още 10 – 15 дни през периода на излизането на втория и следващите роеве и завършва с унищожаването на всички маточници. Рано през деня, непосредствено преди излизането на роя, в него се преустановява всякаква работа. Летящите пчели извън гнездото почти изчезват. Скоро след това пчелите стават силно възбудени, запълват гушките си с много мед и 5 – 10 минути след това близо половината от тях излитат от гнездото с майката. Роят излита обикновено през топлите часове на деня, по пладне. Ако майката е стара, по-тежка или с повредени криле и не може да излети с роевите пчели, тя може да загине. Когато пчелите забележат, че майката липсва, те се прибират обратно в гнездото. След това могат да се роят повторно с първата млада майка, която се излюпи от маточниците в гнездото.
Пчелите в роя са предимно млади, но в него има и пчели от друга възраст, което го прави по-жизнеспособен. Обикновено слаба пчелна колония няма да се рои, докато няма достатъчно голяма популация от пчели. Слабите колонии могат да са резултат от недостатъчно храна, болести като американски гнилец или майка, която произвежда малко яйца.

## Значение за хората
Рой пчели може да уплаши повечето хора, макар че пчелите по принцип не са агресивни на този етап от жизнения си цикъл. Повечето пчели биха нападнали само при наличието на заплаха за колонията им. Куповете пчели, накацали по клона на дърво, се преместват, за да намерят удобно място за гнездене след ден-два.
За пчеларите роенето е феномен, който обикновено искат да предотвратят, тъй като по това време пчелите не събират нектар и прашец и добивите на мед могат да спаднат. Затова пчеларите вземат различни мерки, така че да осигурят размножаване на пчелите без роене.